# Brandenburgse Concerten

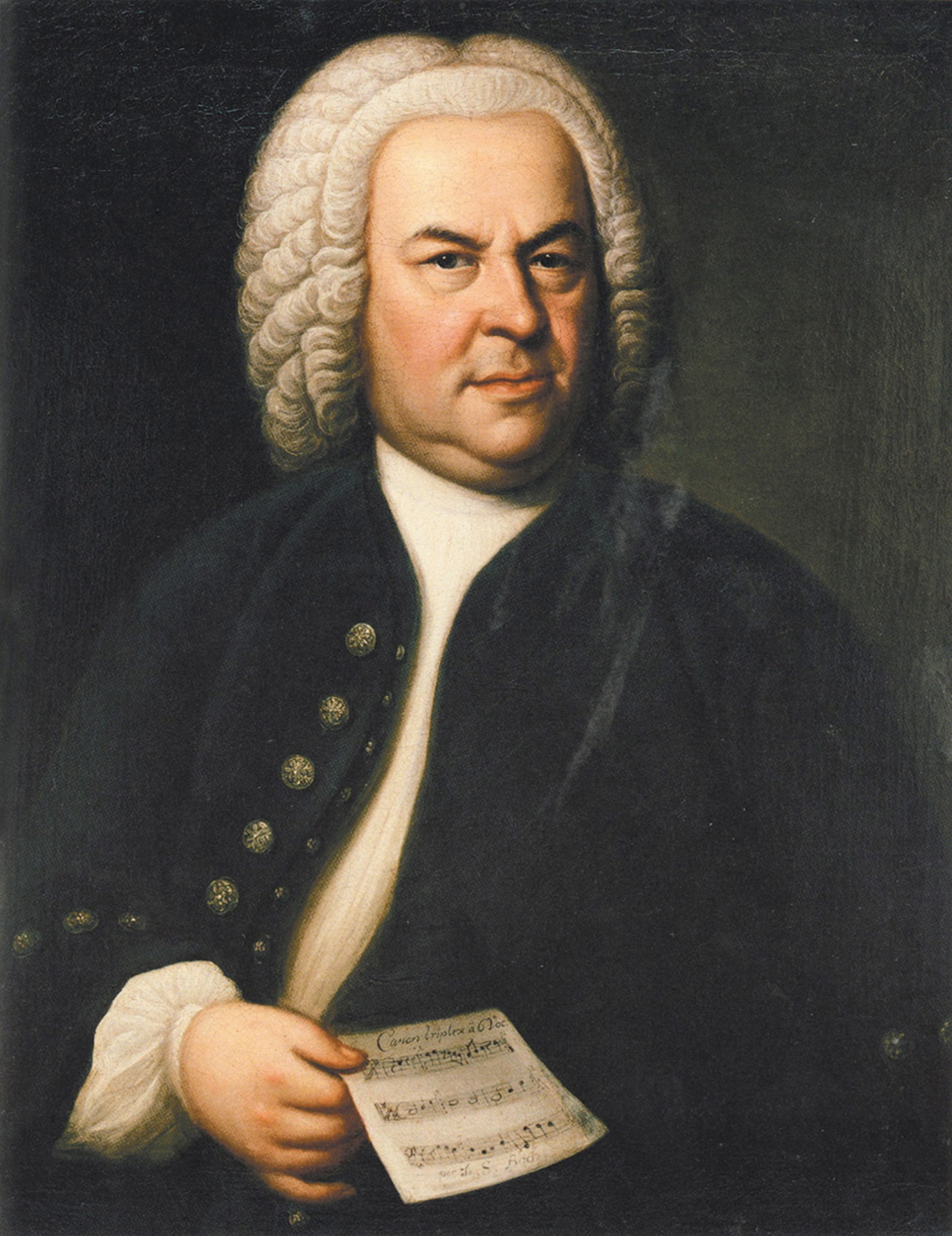
Johann Sebastian Bach

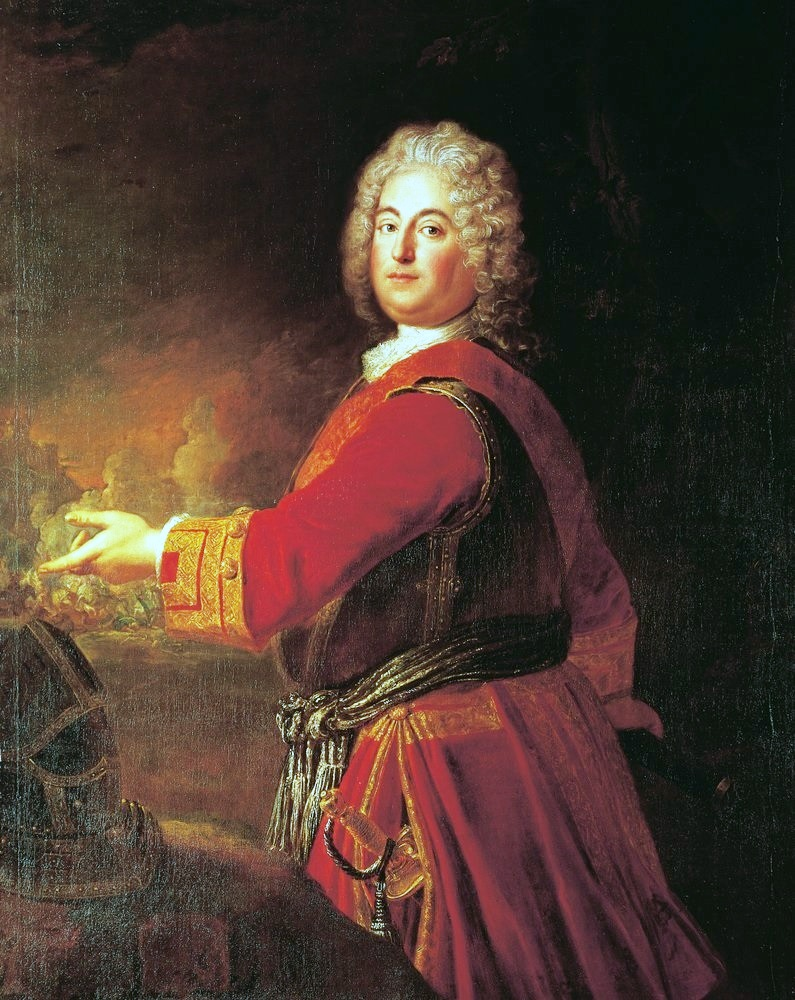
Christian Ludwig, Markgraaf van Brandenburg

Brandenburgse Concerten is de bijnaam die de 19de-eeuwse Duitse musicoloog en Bachbiograaf Philipp Spitta heeft gegeven aan een verzameling van zes concerten in verschillende, wisselende instrumentale bezettingen (BWV 1046–1051) van Johann Sebastian Bach.

## Opdracht

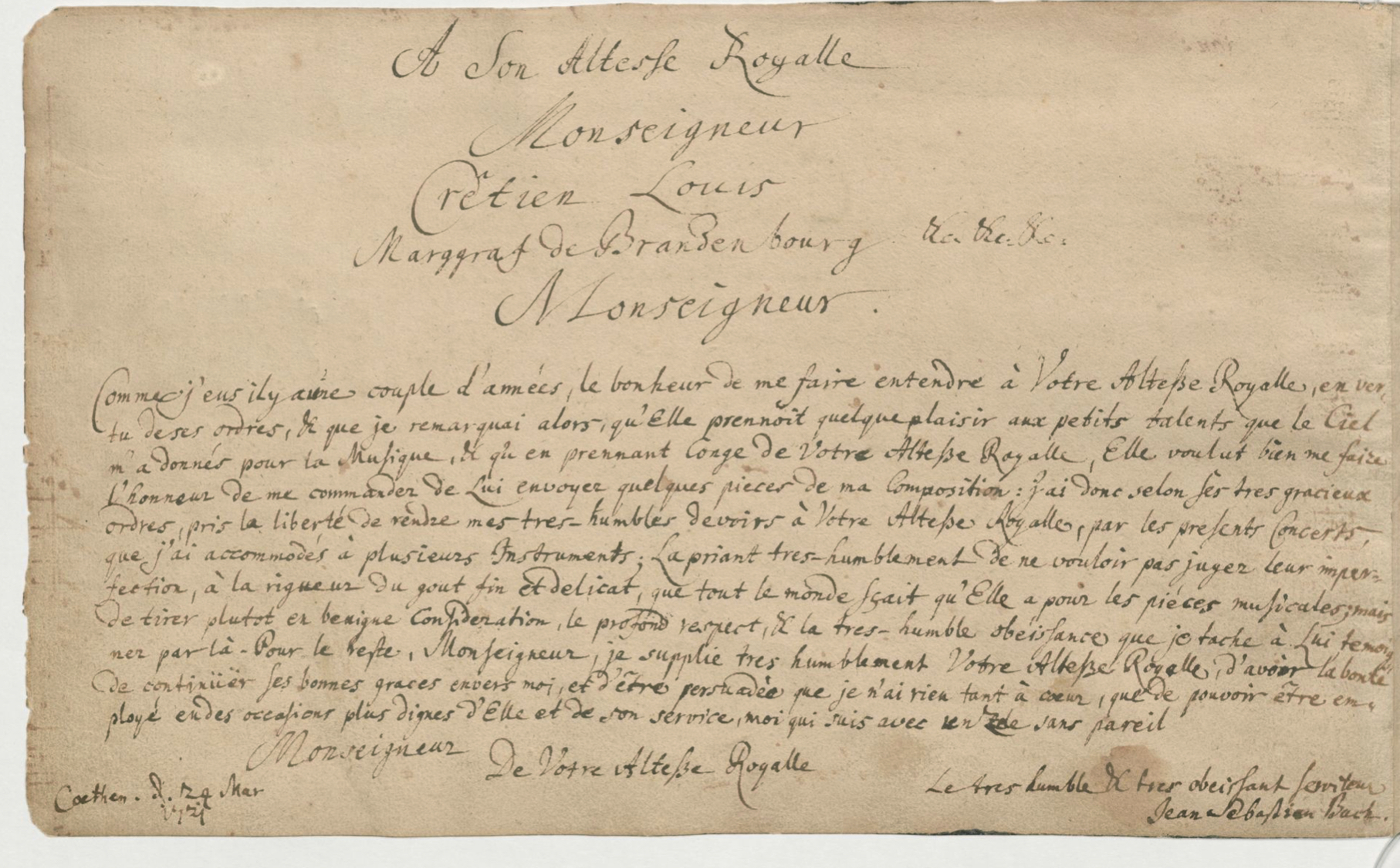
Opdracht van Brandenburgse Concerten

Bach droeg deze concerten op 24 maart 1721 op aan Christian Ludwig, Markgraaf van Brandenburg. Hij gaf zijn verzameling zelf de algemene naam Six Concerts avec plusieurs instruments (Frans: "Zes concerten met meerdere instrumenten").
De concerten zijn niet in opdracht geschreven, wat in feite ongebruikelijk is voor die tijd. Bach was op dat moment in dienst van Prins Leopold van Anhalt-Köthen. Op grond van velerlei aanwijzingen hebben musicologen geconcludeerd dat Bach deze concerten eerder moet hebben geschreven, ten dele al voor 1717, toen hij werkzaam was aan het hof van hertog Willem Ernst van Saksen-Weimar. Hij schreef deze werken dus niet op verzoek van de Markgraaf, maar bood hem een bundel bestaande concerten aan. De autograaf heeft als titel:
Six concerts / Avec plusieurs Instruments / Dediées / À Son Altesse Royale / Monseigneur / CRÉTIEN Louis / Marggraf de Brandenbourg etc. etc. etc. / par / Son tres-humble & très obéissant Serviteur / Jean Sebastien Bach / Maître de Chapelle de S.A.S. le / Prince regnant d'Anhalt-Coethen.
De band met zes concerten is voorzien van een Franstalige opdracht aan de markgraaf .
| Originele tekst van Bachs opdracht À Son Altesse Royale Monseigneur Crétien Louis Marggraf de Brandenbourg etc. etc. etc. Monseigneur. Comme j'eus il y a une couple d'années, le bonheur de me faire entendre à Votre Altesse Royale, en vertu de ses ordres, & que je remarquai alors, qu'Elle prennoit quelque plaisir aux petits talents que le Ciel m'a donnés pour la Musique, & qu'en prennant Congé de Votre Altesse Royale, Elle voulut bien me faire l'honneur de me commander de Lui envoyer quelques pieces de ma Composition: j'ai donc selon ses tres gracieux ordres, pris la liberté de rendre mes tres-humbles devoirs à Votre Altesse Royale, par les presents Concerts, que j'ai accommodés à plusieurs Instruments, La priant tres-humblement de ne vouloir pas juger leur imperfection, à la rigueur du gout fin et délicat, que tout le monde sçait qu'Elle a pour les pièces musicales, mais de tirer plutot en benigne Considération, le profond respect, & la très-humble obéissance que je tache à Lui temoigner par là. Pour le reste, Monseigneur, je supplie très humblement Votre Altesse Royale, d'avoir la bonté de continuer ses bonnes graces envers moi, et d'être persuadée que je n'ai rien tant à coeur, que de pouvoir être employé en des occasions plus dignes d'Elle et de son service, moi qui suis avec un zèle sans pareil. Monseigneur De Votre Altesse Royale Le très humble & très obéissant Serviteur Jean Sebastien Bach Coethen. d. 24 Mar 1721 | Vertaling Aan Zijne Koninklijke Hoogheid Mijn Heer Christiaan Lodewijk Markgraaf van Brandenburg enz. enz. enz. Mijn Heer. Omdat ik een aantal jaar geleden het voorrecht had mij te laten horen aan Uwe Koninklijke Hoogheid, op grond van uw orders, en ik toen opmerkte dat U enig plezier had in de bescheiden talenten die de Hemel mij voor de muziek heeft gegeven, en u mij, toen ik afscheid nam van Uwe Koninklijke Hoogheid, mij de eer deed mij op te dragen u enkele van mijn composities te sturen heb ik daarom volgens uw genadige bevelen de vrijheid genomen mijn zeer nederige verschuldigde eer te bewijzen aan Uwe Koninklijke Hoogheid, met de onderhavige Concerten, die ik heb bestemd voor meerdere instrumenten, U zeer nederig verzoekend om hun onvolkomenheid niet te beoordelen, ondanks de fijne en delicate smaak, waarvan iedereen weet dat U die heeft voor muziekstukken, maar eerder het diepe respect, & de zeer nederige onderdanigheid in goedwillende Overweging te nemen die ik tracht ermee aan U te betuigen. Voor het overige, Mijn Heer, smeek ik Uwe Koninklijke Hoogheid zeer nederig, de goedheid te hebben om uw welwillendheid naar mij voort te zetten, en ervan overtuigd te zijn dat ik niets anders wens, dan het vermogen om in Uw meest waardige dienst te treden, ik die een ongeëvenaarde toewijding heb. Mijn Heer Van Uwe Koninklijke Hoogheid de meest nederige & zeer gehoorzame Dienaar Johann Sebastian Bach Köthen, 24 maart 1721 |

In de opdracht maakt Bach verwijzingen naar een eerdere ontmoeting waarbij de markgraaf zich waarderend had uitgesproken over Bachs werk en hem had verzocht om toezending van andere voorbeelden van zijn werk. De opdracht is in feite een muzikale sollicitatiebrief. Het is bekend dat Bach op zoek was naar een nieuwe betrekking, mede gezien de beperkingen die hij als componist en uitvoerder aan het hof van Köthen ging voelen.
Christian Ludwig van Brandenburg (1677–1734) was de zoon van de keurvorst Frederik Willem van Brandenburg (1620–1688), en oom van de Pruisische 'Soldatenkoning' Frederik Willem I (1713–1740). Een 'homme de lettres', die er een rijk hof op na hield in het Berlijnse Stadtschloss en op het landgoed Malchow in de buurt van Berlijn, met ook grote aandacht voor muziek. Zijn muziekbibliotheek omvatte opera's en oratoria van Italiaanse, Franse en Duitse componisten en een grote verzameling instrumentale werken van o.a. Albinoni, Vivaldi en Locatelli. Een betrekking aan een dergelijk hof moet voor Bach aantrekkelijk zijn geweest. Bach ontmoette de markgraaf waarschijnlijk in Karlsbad, tijdens een kuurbezoek van zijn broodheer, en mogelijk ook tijdens een zakelijke reis naar Berlijn in 1719 voor het aanschaffen van een tweemanualig klavecimbel gebouwd door Michael Mietke voor het hof van Köthen

## De concerten

### Opbouw en bezetting
1. in F-groot, BWV 1046
  1. (zonder tempoaanduiding)
  2. Adagio
  3. Allegro Menuetto – Trio – Menuetto – Polacca – Menuetto – Trio
    - concertino: 2 corni da caccia, 3 hobo's, fagot, violino piccolo
    - ripieno: 2 violen, altviool, continuo
2. in F-groot, BWV 1047
  1. (zonder tempoaanduiding)
  2. Andante
  3. Allegro assai
    - concertino: trompet, blokfluit, hobo, viool
    - ripieno: 2 violen, altviool, continuo
3. in G-groot, BWV 1048
  1. (zonder tempoaanduiding)
  2. Adagio
  3. Allegro
    - concertino: 3 violen, 3 altviolen, 3 cello's
    - ripieno: continuo
4. in G-groot, BWV 1049
  1. Allegro
  2. Andante
  3. Presto
    - concertino: viool, 2 'fiauti d'echo' (blokfluiten)
    - ripieno: 2 violen, continuo
5. in D-groot, BWV 1050
  1. Allegro
  2. Affettuoso
  3. Allegro
    - concertino: fluit (traverso), soloviool, obligaat klavecimbel (cembalo concertato)
    - ripieno: viool, altviool, continuo
6. in Bes-groot, BWV 1051
  1. (zonder tempoaanduiding)
  2. Adagio, ma non troppo
  3. Allegro
    - concertino: 2 altviolen, 2 viola da gamba's, cello
    - ripieno: continuo

### Structuur
Bach bouwt voort op het werk van Italiaanse barokcomponisten, vooral Antonio Vivaldi, met concerten in drie delen: snel – langzaam – snel. De bezetting van de concerten past niet bij de samenstelling van de ensembles van het hof van Brandenburg of dat van Anhalt-Köthen. Onderzoekers, onder wie Christoph Wolff (zie literatuur), zijn het er daarom over eens dat de concerten niet uit het Köthen-tijdperk stammen. Hun algemene opzet, details in de stemvoering, behandeling van thema's en motieven en de polyfonie zijn beslist van voor de nieuwe standaard die met Das wohltemperierte Klavier, een werk uit de Köthen-periode, was gezet.
De bruisende en levendige concerten zijn concerti grossi: niet voor één solo-instrument geschreven. In het eerste, derde en zesde concert is er een evenwicht in beantwoording tussen orkest en solopartijen, in de andere concerten ligt de nadruk op de solo-instrumenten (tezamen het concertino) en heeft het orkest een meer begeleidende rol. Voor de meeste concerten geldt de sterk zelfstandige rol van de solo-instrumenten binnen het concertino, maar in het 4e concert is de viool dominant ten opzichte van de blokfluiten, terwijl in het 5e het klavecimbel centraal staat.
- Het concert nr. 1 is voor uitbundige koper- en houtblazers, instrumenten die waarschijnlijk een nieuwigheid waren binnen de toenmalige muzieksalons, violino piccolo (een terts hoger gestemd dan gebruikelijk bij een viool), strijkers en basso continuo. Het eerste deel van het werk bestond als sinfonia (voor een cantate). Bach gebruikte het materiaal later voor zijn cantates Vereinigte Zwietracht der wechselnden Saiten (BWV 207) en Auf, schmetternde Töne der muntern Trompeten (BWV 207a). Op de gebruikelijke drie delen volgen nog twee dansante delen, waardoor dit concert enigszins het karakter van een Suite krijgt.
- Het concert nr. 2 heeft prominente soli voor trompet, blokfluit, hobo en viool (respectievelijk koper-, hout-, riet- en snaarinstrumenten, de vier categorieën waarin de Stadtpfeifer hun kundigheid moesten tonen).
- Het concert nr. 3, waaraan een langzaam middendeel ontbreekt (er zijn slechts twee lange akkoorden, mogelijk bedoeld ter afsluiting van een niet uitgeschreven cadens) heeft drie groepen van trio's van respectievelijk 3 violen, 3 altviolen en 3 cello's, plus basso continuo. De drie trio's treden als solo en als ensemble op. Het eerste deel van het concert gebruikte Bach later als sinfonia voor zijn cantate Ich liebe den Höchsten von ganzem Gemüte (BWV 174).
- Concert nr. 4 heeft als belangrijkste partij een concerterende rol voor de viool met twee blokfluiten in de rol van echo. Later bewerkte Bach het concert tot een concert voor klavecimbel, 2 blokfluiten en strijkers (BWV 1057).
- Een bijzonder concert is het 5e, in die zin dat het voor het eerst is dat een klavierinstrument een zo prominente solopartij krijgt toebedeeld: een uitgebreide virtuoze klavecimbelcadens van 64 maten die gelegenheid geeft aan de solist om zijn technisch kunnen te tonen. Het klavecimbel gaat in het eerste deel van het concert van zijn traditionele continuo-rol via een obbligato-rol met een nog sterk aanwezige fluit- en vioolpartij naar een dominante extraverte solorol, waarbij het tutti volledig is stilgelegd. Er wordt gedacht (zie Wolff) dat het concert in een eerdere versie bestemd is geweest voor Bachs geplande ontmoeting met Louis Marchand, waarbij beide componisten het muzikaal tegen elkaar zouden opnemen. Marchand vertrok voortijdig.
- Concert nr. 6 verbindt en contrasteert de nieuwere instrumenten in een trio met 3 strijkers (2 altviolen en een cello) met een trio van de oudere instrumenten (2 viola da gamba's en een violone van het gamba-type).

## Choreografie
In 2018 bedacht de choreografe Anne Teresa De Keersmaeker een choreografie voor de dansgroep Rosas op basis van deze Brandenburgse Concerten met live-uitvoering door het B'Rock Orchestra en solovioliste Amandine Beyer.

## Discografie (selectie)
Enkele van de talloze opnamen van de Brandenburgse concerten zijn: 
- Combattimento Consort Amsterdam, o.l.v. Jan Willem de Vriend (Pony Canyon PCCL-00337)
- Ensemble o.l.v. Gustav Leonhardt (oorspronkelijk verschenen bij Philips op lp, met een facsimile van de autograaf; RCA Red Seal RD 70794 (2))
- English Chamber Orchestra, o.l.v. Benjamin Britten (Decca Records, 4257 252 en 4257 262)
- La Petite Bande, o.l.v. Sigiswald Kuijken (Deutsche Harmonia Mundi, DHM 05472 77308 2)
- I Musici (Philips Classics, opname van 1984, 4127908)
- Concentus Musicus Wien, o.l.v. Nikolaus Harnoncourt (heruitgave van 1964; Teldec, 9031776112)
- Marlboro Festival Orchestra, o.l.v. Pablo Casals (heruitgave van 1964; Sony Classical 2004 51530502)
- Berliner Philharmoniker, o.l.v. Herbert Karajan (Deutsche Grammophon, 415 374 - 2)
- I Barocchisti, o.l.v. Diego Fasolis (Artmusic, concert 1-4 47715-8 en 5 en 6 + tripelconcert BWV 1044 47716-8)
- Orchestre de Chambre Jean-François Paillard, o.l.v. Jean-François Paillard (Erato, 0190296415633)
- Concerto Italiano, o.l.v. Rinaldo Alessandrini (Naïve, 2 cd's OP 30412)
- Philharmonia Orchestra, o.l.v. Otto Klemperer (EMI, CMS 7641502)
- Münchener Bach-Orchester, o.l.v. Karl Richter (DGG, 3 cd's + vier orkestsuites en tripelconcert 463 6572)